# بونگکووو کوشچیلنه
بونگکووو کوشچیلنه (به لهستانی:  Bońkowo Kościelne) یک روستا در لهستان است که در گمینا رازانوو (شهرستان مواوا) واقع شده‌است.